# 高嘉瑜
高 嘉瑜（こう かゆ、ガオ ジアーユー、1980年〈民国69年〉10月17日 - ）は、中華民国（台湾）台北市の女性政治家（民主進歩党）。
24歳時の2005年に最年少の国民大会代表となったほか、2010年より3期連続台北市議会議員、立法委員を歴任。出生地は基隆市。

## 学歴
- 基隆市立中興国民小学[2]
- 基隆市立中正国民中学[3]
- 台北市立第一女子高級中学[4][5][1]
- 国立台湾大学法律学系（法学部に相当）[4][1]
  - 同大国家発展研究所両岸組法学碩士（修士に相当）[4][1]

在学中に台大にある台湾最大のインターネット掲示板「批踢踢（PTT）」では「xin」のアカウントで站長（管理人）の一人として新聞部長を務めていた。台北市議就任を機に退任したが、その後もPTTにフェイクニュースが蔓延していることについて、韓国瑜陣営支持者や五毛党（中国大陸のネットユーザー軍）の影響を指摘、PTTへの政治介入を認めないと表明している。

## 政策・主張
労使問題
一般労働者の連続勤務日数に上限を設ける週休二日制（通称：「一例一休」）については党内でも賛否が分かれていたが、嘉瑜は支持を表明している。
同性婚
同じく党内で賛否が割れている同性婚については支持を表明している。
両岸関係
2020年の立法委員選挙期間中は香港区議会選挙を例に挙げ、投票に行って中国共産党に台湾人が民主主義と自由を愛していることを知らしめよう。」と若者に呼び掛けている。
他
2020年総統選を控えた前年の党内予備選挙では頼清徳支持だった。

## 政治キャリア

### 国民大会代表
民主進歩党の立法委員羅文嘉陣営スタッフとなったのが政界入りの発端。2005年中華民国国民大会代表選挙では24歳にして当選し、史上最年少国民大会代表となった。
2007年、翌年の第7回中華民国立法委員選挙で台北市第六選挙区から出馬する予定だったが、10月に当時の総統・党主席だった陳水扁によりこの選挙区候補にはかつて師事した羅文嘉が擁立されることになり、事前通知もなく交代させられた嘉瑜は記者の面前で涙をこぼした。

### 台北市議
2010年、直轄市議会選挙で旗やバナーといった定番の選挙グッズを用いずに4番目の得票数で当選。
2014年中華民国統一地方選挙での市議会選挙では得票数34,117票、得票率15.59%とも市内トップで二選。
2018年中華民国統一地方選挙での市議会選挙でも得票数34,285票、得票率16.25%（共に国民党の羅智強に次ぐ市内2位）、選挙区内トップで三選。選挙区内での得票数は市長選での民進党候補だった姚文智が同地区で獲得した票より高かった。

### 立法委員
2020年3月3日、新型コロナウイルスの流行に伴い、政府が医療従事者の出国を禁止した際には行政院長蘇貞昌および衛生福利部部長陳時中に対し「医療法、医師法、伝染病防治法のいずれにも条文がなく法的根拠に欠け、当事者への人権侵害ではないか」と質疑で追及したが、院長の蘇は「2月27日に立法院を通過した特別法第七条で中央流行疫情指揮中心は防疫上の理由で必要とあればその措置を講じることができる。高委員の勘違いだ」と回答している。
3月13日、前月に行政院を通過し、三読会のために立法院に送られた通過した国土計画法修正法案を巡っては、地方政府が調整作業を行う期間を従来の2年から「一定期限内」に延長する条文改正に野党の台湾民衆党、時代力量、中国国民党3党が反対、法案を委員会審議へ差し戻す採決を行った。これは単独過半数の与党民進党の反対多数により否決されたが、嘉瑜は造反して差し戻しに対しての賛成票を投じており、民進党団で幹事長を務める鄭運鵬から間違っていると非難された。嘉瑜は「私たちは神ではなく、重大建設の名のもとに生態系を脅かす権利は誰にもない」と賛成票を投じた理由を説明した。

## 騒動

### 台大学生会事件
2001年の第14期台大学生会会長選挙に際してスタッフの不足や幽霊投票者の問題を指摘し、選挙無効を訴え、台大学生法廷は9月7日に選挙無効の判決を下した。（判決文）
当時台北市議でその後立法委員となる段宜康は「この事件は単に学生選挙にすぎないが、学生会の幹部は卒業生中心で、卒業後も政治活動を頻繁に学内に持ち込んでいる。
学校への政治勢力介入を回避するためにも、事件を矮小化させないためにも記者会見すべき」としたし、同じく台北市議の江蓋世も、「スタッフが候補者の名前を代筆するのは9年前の『花蓮作票事件（zh:1992年花蓮縣立法委員選舉集體作票事件』の再現であり、台湾最高学府たる台大でこのような不正があるのは誠に遺憾だ」と腐敗に警鐘を鳴らした。

### 教育大講師人事
2012年、嘉瑜は大学以来の校友だった自陣営のスタッフを台北市立教育大学（現・台北市立大学）講師に推薦したことが、市の承認が必要な講師採用に市議が自身の知人を推薦するのは議員の権力濫用ではないかと疑問視する市民もいた。

### 捷運通り魔事件
2014年5月、台北捷運で発生した通り魔事件を受け、嘉瑜は市議会で「もし何者かがMRTに『原爆あるいは核兵器』を持ち込んだ場合、それによる災害の責任は誰が負うのか？」と台北市長の郝龍斌に質疑を行ったが、市長の答弁は「ナンセンスだ。そもそもそのような爆弾を個人が持ち込むことができるのか？核兵器については（国家安全保障の範疇であり）市が負うべき責任ではない」というものだった。嘉瑜は「2002年からこれまで台北捷運公司は延べ80回の海外視察を行っているが、2年後にユニバーシアードを控える台北市でテロ対策についての考察やSOP（手順書、指示書）はあるのか？核戦争が発生した場合、捷運公司は適切な避難誘導を行えるのかということを問い質したかった」と質疑の真意を述べている。壹電視（NextTV）はこれを「原爆を捷運に携行する（攜帶原子彈進捷運列車）」という見出しで報じたが、嘉瑜は自身の発言と異なるとして撤回を要求している。
この噛み合わない質疑応答は世間で弄られる格好の標的となり、台湾電力の広報用Facebookアカウントが二人の質疑シーンを茶化す悪搞を投稿している。

### 2018年九合一選挙
2018年中華民国統一地方選挙に伴う台北市長選挙では現職の柯文哲を支援した前回と異なり民進党は現職立法委員だった姚文智を対立候補として擁立した。現職市議として市議選の三選目に挑んでいた嘉瑜は外部からは柯に友好的な存在とみられていた。
8月9日、姚は嘉瑜に離党するよう求めたが、逆に嘉瑜は2014年の林佳龍などの例を挙げ、結束を高めるためにもむしろ姚が立法委員を辞職してから立候補すべきと反論した。
8月13日に二人は行き違いがあったとして報道陣の前で和解を演出したが、11月11日の決起集会では「（高雄市長→総統府秘書長の）陳菊が演説するときには出席しているのに、（台北市長候補である）姚の演説時にはいない者がいる」として暗に嘉瑜の辞職を求める支持者もおり、これに対して姚は「（それが誰であるとか名指しで）いう必要はない」とした。嘉瑜は姚のスピーチ中に背後で白目を剥いて上の空だった姿をテレビカメラに撮られたが、報道陣には「眼球運動をしていただけ」、「（党内で）憎しみ合うのをやめて団結しよう」と回答したが、それを姚に揶揄されると後日「姚に罵られ自分も母も傷心し、物陰で泣いてしまった」と市井で訴えた。続投を狙う柯はこの件について問われると嘉瑜を庇い、民進党内の結束の乱れを皮肉るコメントを残している。

## 選挙記録
| 年度 | 選挙                   | 選挙区                 | 所属政党   | 得票数    | 得票率 | 当選   | 注釈 |
| ---- | ---------------------- | ---------------------- | ---------- | --------- | ------ | ------ | ---- |
| 2005 | 任務型国民大会代表選挙 | 任務型国民大会代表選挙 | 民主進歩党 | 1,647,791 | 42.52% |        |      |
| 2010 | 第11回台北市議員選挙   | 第二選挙区             | 民主進歩党 | 21,798    | 10.66% | [ 39 ] |      |
| 2014 | 第12回台北市議員選挙   | 第二選挙区             | 民主進歩党 | 34,117    | 15.59% | [ 40 ] |      |
| 2018 | 第13回台北市議員選挙   | 第二選挙区             | 民主進歩党 | 34,285    | 16.25% | [ 41 ] |      |
| 2020 | 第10回立法委員選挙     | 台北市第四選挙区       | 民主進歩党 | 125,138   | 50.12% | [ 42 ] |      |
| 2024 | 第11回立法委員選挙     | 台北市第四選挙区       | 民主進歩党 | 95,241    | 40.24% |        |      |

### 2020年立法委員選挙

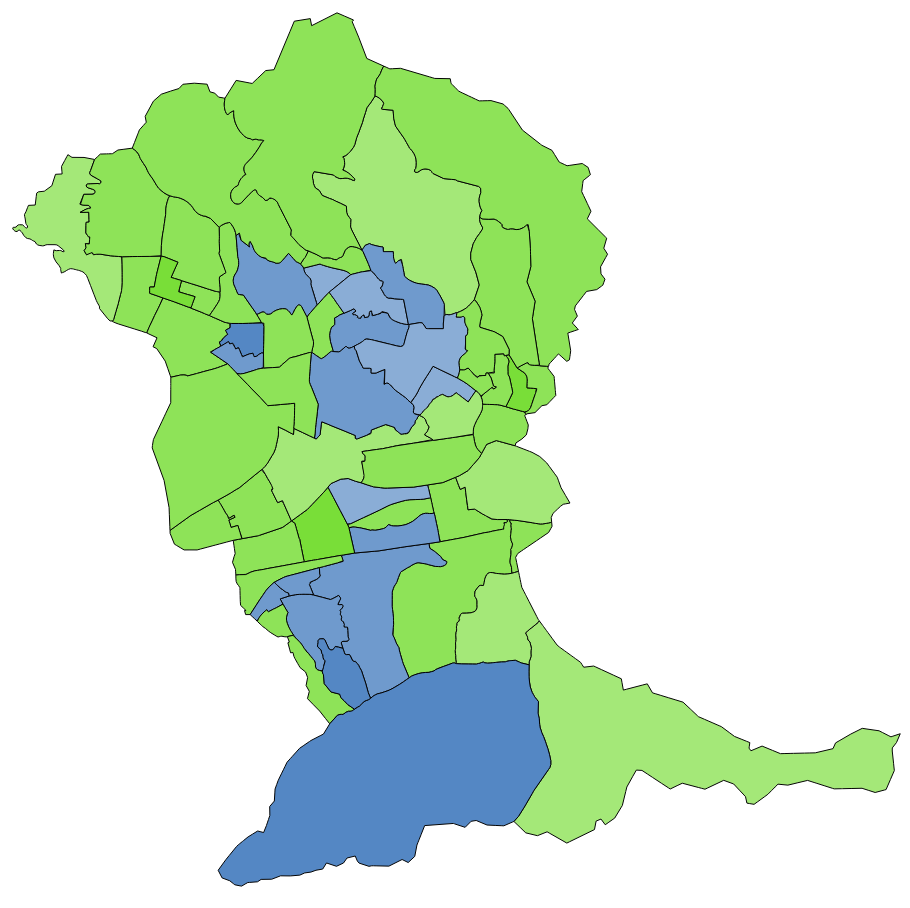
行政里単位での得票分布（緑が高嘉瑜優勢）

2020年の第十回中華民国立法委員選挙では元々関係の近い柯文哲（台北市長、台湾民衆党）や、前回の立法委員選挙で民進党が候補を擁立せず支持し柯市政府でも副市長を務める黄珊珊（親民党）、国民党を脱退した郭台銘とも接触し「非韓国瑜」を打ち出していた。そして得票数125,138票、得票率50.12%（共に市内でトップ）を稼ぎ、市議を5期務めた現職のベテラン候補を破って初当選。得票数では2012年に羅淑蕾（国民党、118,503票）の従来のレコードを8年ぶりに塗り替えた。また、伝統的に国民党が強い港湖地区（内湖区と南港区の総称）で過半数の得票も民進党で初となった。これらは2008年の選挙区割り改正後では嘉瑜が初の事例でもある。港湖地区で市内最高得票者が現れたのも2008年の蔡正元（国民党、二選目）以来となった。当選直後には早くも将来は台北市長の座を狙うと公言した。

## エピソード
各種SNSのアカウント名「ntufish」は台大の英略称NTUと、「瑜」の中国語読みが韓国瑜や頼品妤と同じく「魚（拼音: yú）」と同音なことによる。
未婚だが議員事務所の男性スタッフと長年パートナー関係にあり、その男性は柯文哲陣営で選挙広告の製作を担当していたこともある。
2010年の市議選では同じ民進党候補の許嘉恬とともにメイド服を着用していた。
高雄市長に就任した韓国瑜が2019年に香港を訪問した際に中央政府駐香港連絡弁公室（中聯弁）や国務院台湾事務弁公室（国台弁）のメンバーと会談、国台弁のネットメディア「中国台湾網」が「民進党は望まないが韓は一国二制度を支持している」旨の論評記事を掲載したことで嘉瑜は「国民の8割は一国二制度を受け入れないし、中国国民党でさえ『三不（統一しない、独立しない、武力行使しない）』、『一国二制度について認識を一致させたことはない』と言っているのに、国台弁はどう誤解してそのような論評に至ったのか？韓市長は対岸に利用されているだけ」とFacebookで糾弾した。
その後、時代力量の若手女性高雄市議黄捷が市議会の質疑で場をはぐらかす答弁をした市長の韓に対し白目を剥いたパフォーマンスをみせて「白眼女神」と呼ばれるようになると、前年の白目事件を蒸し返された嘉瑜は「郷民女神」の称号を黄捷に譲り、自分は郷民阿姨（郷民おばさん）あるいは郷民媽媽（郷民のお母さん）に退いてもいい。」とコメントした。対面を果たした嘉瑜と黄捷は報道陣の前で二人並んでの白目パフォーマンスを披露し後輩にエールを送っている。
音痴としても知られており、集会で熱唱しても支持者が視線も向けず眉を顰めたり、テレビで共演したソニックのフレディ・リムも苦笑するほどだった。立法委員に当選後はこうした評判を逆手に取り、支持者への当選御礼として音痴キャラで知られるドラえもんのジャイアンになぞらえた「個人リサイタルへの招待状」というパロディ画像をFacebookに投稿し、ネットでは「港湖女神ではなく港湖胖虎）」と言われた。
2020年の国際女性デー（毎年3月8日）に合わせ日経のNikkei Asian Reviewが特集した「アジアの女性11人」では台湾から唯一、高嘉瑜が掲載された。

## 出演番組

### ドラマ
- 2009年の民視連続ドラマ「娘家（中国語版）」に出演歴がある[4][61]。

### アンカー
- 2019年3月7日～2019年12月5日：MOMOTV（中国語版）綜合台《我要当選》[62][63][64]（黄暐瀚（中国語版）と共同）

## 著作

### 論文
- 臺灣的憲政改造與兩岸關係--以2005年第七次修憲為例（国立台湾大学国家発展研究所修士論文、2007年[65]）

### 著書
- 相信自己：「港湖女神」高嘉瑜的無畏哲學》（2019年、発行：平安文化、ISBN 9789579314398）[66]

### 絵本
- 加倍努力的小豬高高（電子書籍）[67]。

### 註釈
1. ↑  農地保護を目的とした法[22]
2. ↑  台湾では高雄市長の身分のまま総統選に出馬した韓国瑜のように、立法委員の籍のまま地方首長、地方議員の籍のまま立法委員選挙に立候補でき、敗れても復職可能。
3. ↑  郷民は批踢踢の住民を指す用語
4. ↑  胖虎はジャイアンの現地表記